# Näske
Näske – miejscowość (småort) w Szwecji w gminie Örnsköldsvik w regionie Västernorrland. Około 134 mieszkańców.